# Bone 4 Life
Bone 4 Life es un álbum del grupo Bone Thugs-n-Harmony, lanzado en 2005 por la discográfica Bone Thugs Records y DJ U-Neek Entertainment, solo disponible para Internet. Es el primer proyecto desdeThe Art of War que DJ U-Neek ha producido para Bone, y también es el primer proyecto de Bone desde que dejó Ruthless Records y firmó con Full Surface Records. 
La portada del álbum es una foto de Layzie Bone, Krayzie Bone, y Wish Bone correspondiente de la era del disco BTNHResurrection y contiene información de las canciones, agradecimientos, y detrás tiene una foto de DJ U-Neek y de Flesh-n-Bone, así como una de Eazy-E. El primer sencillo fue "Playing the Game".

## Lista de canciones
1. "Playa" - (Featuring Thin C)
2. "Playing The Game" - (Featuring Keef G)
3. "Put Your Hands Up" - (Featuring F.I.S.T. & Keef G)
4. "Wrong Vs. Right"
5. "Hustla"
6. "Thug-A-Tone" [U-Neek's Medley Remix] - (Featuring K-Ci)
7. "Playa" [Radio Edit] - (Featuring Thin C)
8. "Playing The Game" [Radio Edit] - (Featuring Keef G)
9. "Put Yo Hands Up" [Radio Edit] - (Featuring F.I.S.T. & Keef G)
10. "Lil' Chico" - (Krayzie Bone)
11. "Keef G & K-Mont"
12. "Bruce Hathcock"
13. "Out On These Streets" (Felecia Featuring Layzie Bone)
14. "Knieght Riduz"